# Dramatical Murder
Dramatical Murder (ドラマティカル マーダー, Doramatikaru Mādā, estilizado como DRAMAtical Murder) é um visual novel BL japonês desenvolvido e publicado pela Nitro + Chiral. Foi lançado em 23 de março de 2012 para PCs com Windows como uma primeira edição de imprensa, com uma edição regular lançado em 27 de abril de 2012. A sequência, DRAMAtical Murder re: connect (ドラマティカル マーダー リコネクト, Doramatikaru Mada Rikonekuto) foi lançada para PCs com Windows em 26 de abril de 2013.  Uma adaptação em anime feita pelo estúdio NAZ estreou em 6 de julho de 2014.

## História
Dramatical Murder é definida no futuro próximo, na ilha fictícia de Midorijima (碧 島), no Japão. Em algum momento na história recente do jogo, a ilha foi privatizada pelo poderoso Toue Konzern (東江 コ ン ツ ェ ル ン Toe Kontsu ~ Erun) e se transformou em um resort chamado Platinum Jail (プ ラ チ ナ · ジ ェ イ ル Purachina Jeiru), com os moradores originais da ilha sendo forçados a viver no Velho Distrito Residencial (旧 住民 区 Kyu-Jumin-ku). O protagonista Aoba Seragaki vive na ilha e trabalha em uma loja chamada Junk Shop Mediocrity (平凡 Heibon), na esperança de viver uma vida simples. No entanto, depois de ser forçosamente arrastado para o popular jogo cibernético Rhyme (ラ イ ム Raimu) com seu mundo virtual e seu uso de Allmates (オ ー ル メ イ ト Oru Meito), os dispositivos móveis que geralmente aparecem como se fossem animais de estimação do proprietário, e rumores de ouvir sobre desaparecimentos envolvendo Ribstiez (リ ブ ス テ ィ ー ズ Ribusutīzu), guerras territoriais entre os grupos, toda a aparência de uma vida pacífica para Aoba termina.

## Personagens
- Aoba Seragaki (瀬 良 垣 蒼 葉 Seragaki Aoba) é o protagonista principal do jogo. Ele trabalha a tempo parcial em uma loja usados chamada Junk Shop Heibon, e vive com sua avó, Tae. Aoba tem uma habilidade especial chamada SCRAP, que lhe permite misturar sua consciência com a de outras pessoas através de sua voz e usá-la e para controlá-las, embora ele também possa destruí-las e deixar as vítimas em estado de coma. Aoba tem uma personalidade solidária, honesta, e de mente aberta, mas é conhecido por Ren por ter um temperamento curto. Dentro de Aoba encontra-se outra personalidade que representa Scrap, que geralmente sai sempre Aoba fica emocionalmente angustiado. O "outro Aoba" quer o caos e a destruição, e tem mostrado se sádico e masoquista. Ele é dublado por Atsushi Kisaichi, e por Hiroko Miyamoto como criança.[6]
- Ren (蓮) é Allmate de Aoba, que se assemelha a um Spitz japonês azul escuro. Ele assume uma forma humana em Rhyme. Ren tem um temperamento maduro, paciente e atitude pragmática. Apesar de ser um modelo mais antigo de Allmate, Aoba considera Ren seu parceiro importante e cuida dele como uma família. Originalmente, Ren era uma parte da consciência de Aoba, que foi criada para manter o equilíbrio entre Aoba e sua outra personalidade que deseja a destruição. Ele é dublado por Ryota Takeuchi.
- Koujaku (紅雀 Kōjaku) é amigo de infância de Aoba, e o líder de um grupo Ribstiez chamado Benishigure. Ele tem muitas tatuagens e cicatrizes em seu corpo, e trabalha como cabeleireiro. Koujaku é compassivo e de temperamento forte, e ele se preocupa profundamente com seus entes queridos. Ele era o filho ilegítimo de um líder Yakuza e foi o único herdeiro, fazendo com que ele e sua mãe deixassem Midorijima quando ele era jovem. Depois de passar por um processo de tatuagem dolorosa, Koujaku foi tomado pelos efeitos das suas tatuagens especiais e incoscientemente matou sua família. Apesar de seu passado sombrio, ele mantém uma personalidade positiva e gentil. Koujaku é um pouco mulherengo, e é incrivelmente popular com as meninas. Ele é dublado por Hiroki Takahashi, e por Eiji Miyashita como criança.[6]
- Noiz (ノ イ ズ Noizu) é um negociante de informação para Rhyme, um hacker habilidoso, e fundador do seu grupo de Rhyme,Ruff Rabit. Desde que ele era uma criança, Noiz sofre de insensibilidade congênita à dor, o que o fazia ferir acidentalmente os outros. Seus pais ricos o viam como uma desgraça e ele ficou preso em seu quarto por anos até que ele fugiu de sua casa na Alemanha. Devido a isso, Noiz é apático para o mundo ao seu redor e baseia tudo na lógica fria, embora ele pode ser imaturo. Sua incapacidade de sentir dor também faz com que ele seja imprudente e, eventualmente, transforma-lo para jogar Rhyme agressivamente a fim de sentir a ilusão de dor. Seu corpo é coberto com muitos piercings. Ele é dublado por Satoshi Hino.
- Mink (ミ ン ク Minku) é o líder do Scratch, um grupo Ribstiez de ex-detentos. Mink veio de uma tribo de nativos americanos que cultivavam ervas especiais que afetam o odor corporal de um ser humano para dar-lhes uma sensação de paz. Eles foram massacrados por Toue, que confundiu os propóstios planta com manipulação da mente, em suas tentativas de obtê-las, e Mink foi capturado e levado para Midorijima para ser usado em experimentos. Mink fugiu e começou a traçar sua vingança sobre Toue pelo massacre de seu povo. Como resultado, Mink endureceu-se e distanciou-se de apegos pessoais. Ele tem uma personalidade cruel, controladora e estoica, constantemente usando a violência como meio para alcançar seu objetivo. Apesar de seu exterior áspero, ele tem integridade e um lado suave que ele raramente mostra. Ele é dublado por Kenichiro Matsuda.
- Clear (ク リ ア Kuria) é um andróide que anteriormente serviu a Toue como um protótipo para Scrap antes de ser descartado. Clear foi salvo por um homem que estava no comando do descarte, que tratou Clear como um filho até que ele morreu. Clear tratava este homem como seu avô e fala sobre ele com carinho para Aoba. Ele se refere a Aoba como seu "mestre", a quem ele está sempre ansioso para agradar. Embora alegre, educado e gentil, Clear é infantil e suas excêntricas palhaçadas faz com que os outros não levem-no a sério e se incomodadem com ele. Ele quase sempre é visto segurando um guarda-chuva de vinil e possui duas máscaras para esconder o rosto, é uma máscara de gás preta e a outra é uma máscara imitando uma mulher japonesa tradicional, embora ele use isso como uma piada. Clear gosta de cantar, e muitas vezes pode ser ouvido cantando uma canção chamada "Jellyfish Song". Ele é dublado por Masatomo Nakazawa.

### De apoio
- Beni (ベ ニ) é o Allmate de Koujaku, que tem a forma de um pardal vermelho. Beni tem um pavio curto e se irrita facilmente, mas tem bom coração. Como Koujaku e Aoba são amigos de infância, ele é um bom amigo de Ren. Ele tem uma forte antipatia por Tori. Ele é dublado por Keisuke Goto (ja).
- Tori (ト リ) e o Allmate de Mink, que tem a forma de uma cacatua cor-de-rosa. Ele é dublado por Hitoshi Bifu.
- Pseudo Rabit (ウ サ ギ モ ド キ Usagimodoki) é o Allmate de Noiz, tomando a forma de múltiplos, pequenos cubos de coelho que Noiz conecta a cintura como correntes e pairam sobre os lados de seus quadris. Quando em Rhyme, tem duas formas, sendo uma delas a de coelho chefe que dá as ordens, e os outros sendo numerosos coelhos com luvas de boxe vermelhas que fazem o combate. Ele tem uma personalidade excitável, e mostra grande confiança durante as batalhas de Rhyme. Ele é dublado por Hiroko Miyamoto.
- Mizuki (ミ ズ キ) é o líder da equipe Ribstiez Dry Juice e dono de uma loja de tatuagem chamada Black Needle. Mizuki e Aoba se conheceram e se tornaram amigos quando Aoba era adolescente. Mizuki tem uma personalidade legal e amigável, e ele trata os membros de sua equipe como família. Apesar de serem os líderes de diferentes equipes de Ribstiez, ele também é uma boa amizade com Koujaku. Ele é dublado por Kenji Takahashi.
- Tae (タ エ) é a avó de Aoba, a quem muitas vezes o repreende, mas profundamente cuida. Anos antes da série, ela trabalhou como pesquisadora para Toue, mas desistiu ao saber que sua investigação estava sendo usado para a experimentação ilegal. Como um farmacêutica, ela prescreve remédios para Aoba para aliviar suas dores de cabeça. Ela é dublada por Fuzuki Kun.
- Nine (ナ イ ン Naim) é o pai adotivo de Aoba e marido de Haruka. Misterioso e bastante lunático, ele já foi assunto de experiência Toue e aparentemente ouve "vozes" das coisas. Como resultado, ele viaja frequentemente e se deparou com Aoba durante uma dessas viagens, e pôde sentir que Aoba era especial. Nine e Haruka deixaram Aoba com Tae para ir em outra viagem, quando ele era criança, e não se têm ouvido mais deles desde então. Ele é dublado por Reiji Hibiki.
- Haruka (ハ ル カ) é mãe adotiva de Aoba e esposa de Nine. Ela e Tae são parentes distantes. Apesar de sua terrível infância, o amor de Haruka para Nine e sua família faz dela uma pessoa alegre e amável. Nine e Haruka deixou Aoba com Tae para ir em viagem, quando ele era criança, e não se têm ouvido mais deles desde então. Ela é dublada por Nana Nogami.
- Tatsuo Toue(東江 達夫 Toe Tatsuo) é o dono da Platinum Jail, e o principal antagonista do jogo. Toue é amado pelos cidadãos de Platinum Jail, mas é desprezado pelos cidadãos do Velho Distrito Residencial. Aparentemente, ele é conhecido como o homem calmo e idealista que deseja a paz e felicidade para a humanidade. No entanto, ele é realmente uma pessoa manipuladora e hipócrita, justificando seus crimes horrendos para alcançar seus objetivos, alegando que era para o bem maior. Ele também é um fatalista, e apenas vê a vida, inclusive a própria, como um jogo. Ele é dublado por Tadahisa Saizen.
- Usui (卯 水) é o Allmate de Toue, que assume uma forma de uma garota humana jovem com dez braços, mas fala com uma voz masculina. Ela atua como juiz e promotor de Rhyme, e foi criada a partir de um fragmento da consciência de Sei. Ela é dublada por Tsuguo Mogami.
- Virus (ウ イ ル ス Uirusu) e Trip (ト リ ッ プ Torippu) são conhecidos de Aoba que trabalham para a Yakuza e líderes do grupo Morphine. Eles são muitas vezes confundidos com gêmeos devido a suas aparências semelhantes. Eles se tornaram "fãs" de Aoba depois de testemunharem ele jogar Rhyme no passado e, ocasionalmente, agem como aliados dele. Na realidade, eles são duas caras, e são simplesmente cuidando de seus próprios interesses. Eles são dublados por Junji Majima e Tomoyuki Higuchi, respectivamente.
- Sei (セ イ) é o irmão gêmeo mais velho de Aoba, que é mantido em cativeiro por Toue. Ele também tem a capacidade de SCRAP, mas o poder está em seus olhos. Sei deseja que Aoba o mate, a fim de ser libertado de seu sofrimento após anos sendo submetido a experimentos de Toue. Ele é dublado por Yuichi Iguchi.
- Kio (キ オ), Nao (ナ オ) e Mio (ミ オ) são irmãos travessos que vivem em Midorijima. Eles costumam visitar Aoba na Junk Shop e irritá-lo. Eles são dublados por Satosaki Ume, Megumi Matsumoto, e Emi Motoi, respectivamente.
- Haga (羽 賀) é o proprietário da Junk Shop Mediocrity onde Aoba trabalha. Ele é um homem gentil e atencioso, só perdendo a paciência quando está sendo chamado de "careca" por Kio, Nao e Mio. Seu Allmate é Bonjin-kun. Ele é dublado por Eiichiro Tokumoto.
- Bonjin-kun (凡人 君) é Allmate de Haga. Ele ajuda em torno da loja e muitas vezes é perseguido por Kio, Nao e Mio para sua diversão sempre que passar por aqui. Ele é dublado por Inchiki Echigoya.
- Akushima (悪 島) é um policial violento e de cabeça quente do Velho Distrito Residencial. Ele é sempre visto carregando um megafone que também funciona como uma arma modificada. Ele é dublado por Nanbu Tetsuyoshi.
- Yoshie (ヨ シ エ) é uma mulher que trabalha na Delivery Works, uma loja de correio local. Ela gosta de fofocas e novelas, geralmente compartilhando o que ela ouve a Aoba, geralmente contra a sua vontade. Ela é dublada por Riasu Oboredani.
- Clara (ク ラ ラ) é o Almatte Maltês de Yoshie. Teimosa e direta, ela tem um interesse romântico em Ren, muito a seu desânimo. Ela é dublada por Aya Kuyama.
- Ryuho (竜 峰 Ryuho) é um tatuador misterioso e sádico que está ligado ao passado de Koujaku, e o alvo de sua vingança. Mizuki admira seus projetos como um companheiro tatuador. Ele é dublado por Akira Sasanuma.
- Takahashi (高橋) é fiel assistente de Toue, que aparece apenas no anime. Ele é dublado por Daisuke Kishio.[6]

## Mangá
A adaptação de mangá ilustrada por Torao Asada começou sua serialização na edição de agosto de 2012 da revista BL's-Log Comic da Enterbrain.O primeiro volume tankōbon foi lançado em 1 de abril de 2013. Um volume de antologia oficial para a série foi lançada em 30 de junho de 2012.

### Anime
Uma série anime de TV foi anunciada para estrear no verão de 2014. [9] O anime foi ao ar em 06 de julho de 2014, [4] [5] e foi transmitido no Crunchyroll [10]. A série tem sete temas musicais: uma abertura e seis temas de encerramento. "SLIP ON THE PUMPS" por GOATBED é o principal tema de abertura, enquanto "BOWIE KNIFE", também por GOATBED, é o tema de encerramento utilizada em episódios 1-6, e 11. A partir episódio 7-10 e 12, o tema de encerramento de cada episódio diferiu e foram cantados pelos artistas que realizaram os temas de encerramnto de Dramamtical Murder re:connect para os respectivos episódios dos personagens. "BY MY SIDE" e "Lullaby Blue" por Kanako Ito foram utilizados para os episódios 7 e 9, respectivamente. "Felt" por Seiji Kimura foi utilizada para o episódio 8, e "Soul Grace" por Vertueux para o episódio 10. Para o último episódio, "Angels (天使 連)" por GOATBED foi usado.
Um conjunto de DVD / Blu-ray será lançado em 24 de dezembro de 2014, com todos os doze episódios. Junto com uma trilha sonora original e um Drama CD intitulado como Welcome to Dramatical Tea Shop Cyan Moon (ド ラ マ テ ィ カ ル 喫茶 · シ ア ン ム ー ン へ よ う こ そ Dramatical Kissa Cyan Moon He Yokoso), um OVA especial chamado Data_xx_Transitory, que apresenta os finais ruins do jogo, vão ser incluídos. Em 21 de setembro de 2014, após a exibição do episódio final, o site oficial do anime anunciou que haverá um evento de leitura ao vivo em 01 de fevereiro de 2015 intitulado Data_12.5_Recitation. Atsushi Kisaichi, Ryota Takeuchi, Hiroki Takahashi, Satoshi Hino, Kenichiro Matsuda, Masatomo Nakazawa, e Yuichi Iguchi foram confirmados para estar presente.

### Outros Jogos
O jogo para PlayStation Vita intitulado Dramatical Murder re:code foi lançado em 30 de outubro de 2014.DRAMAtical Murder re:Code é um remake do jogo original, mas é voltado para um público mais jovem, como ele é avaliado pela CERO-C para as idades de 15 acima. Como tal, alguns dos conteúdos do jogo vão ser revisto, a fim de torná-lo mais adequado, como diminuir a sangue e violência no jogo,remoção de cenas de nudez e sexo. Além disso,Mizuki tem sua própria rota dentro do jogo.